# Tămăoani
Tămăoani – wieś w Rumunii, w okręgu Gałacz, w gminie Frumușița. W 2011 roku liczyła 897 mieszkańców.